# Ngali
Ngali  est un village du Cameroun situé dans le département du Manyu et la Région du Sud-Ouest, à proximité de la frontière avec le Nigeria. Il fait partie de la commune d'Akwaya.

## Localisation
Ngali est localisé à 6° 19' 44 N et 9° 31' 41 E, à environ 244 km de distance de Buéa, le chef-lieu de la Région du Sud-Ouest, et à 351 km de Yaoundé, la capitale du Cameroun.

## Population
La localité comptait 559 habitants en 1953 et 764 en 1967, principalement des Assumbo du clan Ochebe (Oliti).
Lors du recensement de 2005, on y a dénombré 1 273 habitants, dont 595 hommes et 678 femmes.

## Personnalités nées à Ngali
- Paul Abine Ayah (1950-2024), juriste et homme politique.